# Susan George (aktorka)
Susan Melody George (ur. 26 lipca 1950 w Surbiton) – brytyjska aktorka i producentka filmowa.

## Życiorys
Urodziła się w Surbiton w hrabstwie Surrey jako córka Billie i muzyka Normana George’a. Wychowywała się z siostrą Pamelą. Ukończyła Corona Theatre School. 
W wieku dziesięciu lat gościła w bożonarodzeniowym odcinku serialu komediowego The Dickie Henderson Show (1962). Jako 11–latka wystąpiła jako Kitty Walker w przygodowym serialu familijnym BBC Jaskółki i Amazonki (Swallows and Amazons, 1963). Mając 12 lat została obsadzona w londyńskiej produkcji Dźwięki muzyki. W dreszczowcu psychologicznym Sama Peckinpaha Nędzne psy (Straw Dogs, 1971) wystąpiła jako ofiara zbiorowego gwałtu. Za rolę Laury Fletcher w horrorze Dom, w którym czai się zło (The House Where Evil Dwells, 1982) z Edwardem Albertem i Dougiem McClure była nominowana do Nagrody Saturna w kategorii najlepsza aktorka.
Była producentką wykonawczą trzech filmów, melodramatu historycznego Abelard i Heloiza (Stealing Heaven, 1988) z Derekiem de Lintem, dramatu wojennego Rajko Grlicia Tamto lato białych róż (Djavolji raj, 1989) z Tomem Conti i dreszczowca telewizyjnego Dom, który kupiła Mary (The House That Mary Bought, 1995) z Benem Crossem.

## Życie prywatne
5 października 1984 wyszła za mąż za aktora Simona MacCorkindale’a, który zmarł 14 października 2010.

## Wybrana filmografia

### Filmy
- 1967: Mózg za miliard dolarów (Billion Dollar Brain) jako rosyjska dziewczyna w pociągu
- 1971: Nędzne psy (Straw Dogs) jako Amy Sumner
- 1974: Brudna Mary, świrus Larry (Dirty Mary, Crazy Larry) jako Mary
- 1975: Mandingo jako Blanche Maxwell
- 1981: Wejście Ninja (Enter the Ninja) jako Mary Ann Landers
- 1981: Jad jako Louise
- 1982: Dom, w którym czai się zło (The House Where Evil Dwells) jako Laura Fletcher
- 1983: Człowiek zagadka (Tha Jigsaw Man) jako Penelope Kimberley / Annabelle Kimberley
- 1986: Lightning, The White Stallion jako Madame Rene
- 1988: Kuba Rozpruwacz (Jack the Ripper, TV) jako Catherine Eddowes
- 1989: Djavolji raj jako Ana
- 1995: Dom, który kupiła Mary (The House That Mary Bought, TV) jako Mary Close
- 2007: Chyba śnisz (In Your Dreams) jako Barbara Wood-Ross
- 2009: Miasto życia (City Of Life) jako Constance
- 2017: 1066 jako królowa Emma

### Seriale
- 1970: Doctor in the House jako Jenny
- 1971: Partnerzy (The Persuaders!) jako Michelle Devigne
- 1984: Masquerade jako Megan
- 2001: EastEnders jako Margaret Walker